# Tech N9ne
Tech N9ne er kunstnernavnet for Aaron Dontez Yates (født 8. november 1971), der er en amerikansk rapper. Han er medejer af pladeselskabet Strange Music, som blev stiftet i 1999, da han forlod JCOR Entertainment.
CV'et prydes bl.a. af samarbejder med 2Pac og danske U$O.
Tech N9ne, Aaron Yates, er en af de første rappere, der er kommet ud af Kansas City. Efter et par indie-udgivelser fik han i 2001 chancen på et større selskab, der udsendte albummet 'Anghellic'. Opholdet på selskabet var dog præget af frustrationer, og gennembruddet for den karismatiske MC med maskingeværs-flowet udeblev.
Godt arrig smækkede Tech N9ne med døren og startede i stedet sit eget selskab og udsendte i 2002 albummet 'Absolute Power', hvor den vokale spændvidde strakte sig fra trademark'et højtemporap og helt ned til slowmotionrap.
De vokale gearskifter blev krydret med en mængde tekster, der spændte fra cinematiske fortællinger om rapperens indre dæmoner og over til industrifjendske eskapader.
Udover at have rappet med bl.a. 2Pac, har Tech N9ne også samarbejdet med danske rapper U$O på hans album 'DuVilGerne...' fra 2005, og sunget sammen med den danske L.O.C. i nummeret "Bare En Pige/Just A Girl" .

## Diskografi

### Studioalbum
- 1999: The Calm Before the Storm
- 2000: The Worst
- 2001: Anghellic
- 2002: Celsius
- 2002: Absolute Power
- 2006: Everready (The Religion)
- 2007: Misery Loves Kompany (Tech N9ne Collabos)
- 2008: Killer
- 2009: Sickology 101 (Tech N9ne Collabos)
- 2009: K.O.D.
- 2010: The Gates Mixed Plate (Tech N9ne Collabos)
- 2011: All 6's and 7's
- 2011: Welcome to Strangeland
- 2013: Something Else
- 2014: Strangeulation (Tech N9ne Collabos)
- 2015: Special Effects
- 2016: The Storm
- 2018: Planet
- 2019: N9NA
- 2020: Enterfear
- 2020: Fear Exodus
- 2021: Asin9ne

### Samlealbum
- 2005: Vintage Tech
- 2009: The Box Set

### EPs
- 2010: The Lost Scripts of K.O.D.
- 2010: Seepage
- 2012: Klusterfuk
- 2012: E.B.A.H
- 2012: Boiling Point
- 2013: Therapy

### Mixtapes
- 2010: Bad Season med DJ Whoo Kid and DJ Scream